# Mission Top Secret
Mission Top Secret è una serie televisiva australiana in 12 episodi trasmessi per la prima volta nel corso di 2 stagioni dal 1994 al 1995. un film per la televisione pilota era stato trasmesso nel 1991 con il titolo Mission: Top Secret.
È una serie per ragazzi incentrata sulle vicende di una dodicenne australiana, Jemma, che scopre accidentalmente di potersi mettere in contatto con una rete di computer manovrata da altri ragazzi di tutto il mondo e che entra in un'organizzazione di agenti segreti che ha il compito di sconfiggere la criminalità. Jemma viene aiutata in questo compito dall'inventore e genio dell'elettronica Sir Joshua Cranberry.

## Personaggi e interpreti
- Spike Baxter (12 episodi, 1994-1995), interpretato da	Rossi Kotsis.
- Neville Savage (12 episodi, 1994-1995), interpretato da	Shane Briant.
- Sir Joshua Cranberry (12 episodi, 1994-1995), interpretato da	Frederick Parslow.
- Sandy Weston (7 episodi, 1994-1995), interpretata da	Emma Jane Fowler.
- Victoria 'Vicki' Wiggins (6 episodi, 1992-1994), interpretata da	Jennifer Hardy.
- Albert Wiggins (6 episodi, 1992-1994), interpretato da	Andrew Shephard.
- Jemma Snipe (6 episodi, 1992-1994), interpretata da	Deanna Burgess.
- David Fowler (6 episodi, 1995), interpretato da	Jamie Croft.
- Kat Fowler (6 episodi, 1995), interpretata da	Lauren Hewett.
- Von Steinforth (5 episodi, 1994-1995), interpretato da	Ulli Lothmanns.
- Ollie Bergmann (5 episodi, 1994-1995), interpretato da	Guido Zarncke.
- Gertrude Snipe (4 episodi, 1992-1994), interpretata da	Pam Western.
- Jan (4 episodi, 1992-1994), interpretato da	Marek Zeranski.
- Marie (4 episodi, 1994), interpretata da	Emile Hubbard.
- Pierre (4 episodi, 1994), interpretato da	Christopher Montel.
- Mrs. Fowler (4 episodi, 1995), interpretata da	Liz Burch.
- Hacker Weston (3 episodi, 1994-1995), interpretato da	Troy Carlson.
- Francesca (3 episodi, 1994), interpretata da	María Palacios.
- Sovrintendente Burke (3 episodi, 1995), interpretato da	Roy Billing.

## Produzione
La serie fu prodotta da Grundy Television Australia  Le musiche furono composte da Ian Davidson. Fu una coproduzione internazionale tra Australia, Spagna, Svizzera, Francia, Germania, Inghilterra e Polonia con un budget di 8 milioni di dollari.

### Registi
Tra i registi della serie sono accreditati:
- Howard Rubie in 7 episodi (1994-1995)
- Colin Budds in 3 episodi (1995)
- Marcus Cole in 2 episodi (1994)

## Distribuzione
La serie fu trasmessa in Australia dal 25 luglio 1994 al 15 dicembre 1995. In Italia è stata trasmessa con il titolo Mission Top Secret.
Alcune delle uscite internazionali sono state:
- in Australia il 25 luglio 1994 (Mission Top Secret)
- in Finlandia (Kentauri kutsuu)
- in Germania (Achtung - Streng geheim)
- in Italia (Mission Top Secret)
- in Polonia (Tajna misja)

## Episodi
| Stagione         | Episodi | Prima TV Australia |
| ---------------- | ------- | ------------------ |
| Prima stagione   | 12      | 1994               |
| Seconda stagione | 6       | 1995               |